# Distrito de Kokrajhar
Kokrajhar (en asamés; কোকৰাঝাৰ জিলা) es un distrito de India en el estado de Assam. Código ISO: IN.AS.KK.
Comprende una superficie de 3 129 km².
El centro administrativo es la ciudad de Kokrajhar.

## Demografía
Según censo 2011 contaba con una población total de 886 999 habitantes, de los cuales 434 034 eran mujeres y 452 965 varones.